# Сесчорі (Алба)
Сесчорі (рум. Săsciori) — село у повіті Алба в Румунії. Адміністративний центр комуни Сесчорі.
Село розташоване на відстані 254 км на північний захід від Бухареста, 22 км на південь від Алба-Юлії, 99 км на південь від Клуж-Напоки.

## Населення
За даними перепису населення 2002 року у селі проживала 1471 особа, з них 1468 осіб (99,8%) румунів. Рідною мовою 1469 осіб (99,9%) назвали румунську.